# Tour Ariane
La Tour Ariane (anteriormente conocida como Tour Générale) es un rascacielos situado en el distrito de negocios de La Défense, cerca de París.
Fue construido en 1975 con el nombre de Tour Générale porque la Société Générale ocupaba la mayor parte del espacio útil. Tiene 152 m de altura; Fue completamente renovado en 2008.
La torre ha sido propiedad del grupo Unibail-Rodamco-Westfield desde que la adquirió en 1999.